# Marian Schaller
Marian František Emanuel Schaller OSB (13. února 1892 Žižkov – 20. března 1955 Praha) byl emauzský benediktin a římskokatolický kněz, jeden z představitelů českého liturgického hnutí. Zemřel jako oběť komunistického režimu.

## Život
Marian Schaller byl synem Emanuela Schallera – c.k. poštovního sluhy, nemanželského syna Františky roz. Schaller, který se oženil s Alžbětou, dcerou Antonína Streitenberga – dohlížitele na dvoře Ferbenz (Rvenice, o. Louny) a Terezie roz. Gallina.z Opočna (o. Louny)
V mládí vstoupil do pražského benediktinského kláštera na Emauzích. V benediktinském řádu složil věčné sliby v roce 1917 a o pět let později přijal kněžské svěcení.
V době po první světové válce se aktivně zapojil do českého liturgického hnutí, a postupem času se stal jeho významným představitelem. Podílel se na vydávání liturgické literatury (např. revidoval český misálek svého spolubratra, P. Prokopa Baudyše, OSB – tento překlad je dodnes znám jako tzv. Schallerův misál), napsal i stěžejní dílo Liturgie.
Po akci „K“ (tj. ode dne 26. června 1950) byl internován v Želivském klášteře, odkud byl nejdříve odeslán ke dni 30. listopadu 1953 do Charitního domova na Moravci a následně k 15. dubnu 1954 do Ostředka. Později, stejně jako řada dalších katolických duchovních, vězněn a ve vězení mučen. Mučení podlomilo jeho zdraví a psychiku, začal umírat. Krátce před smrtí byl z vězení propuštěn. Zemřel u svých příbuzných na Žižkově 20. března 1955. Jeho smrti byl přítomen jeho spolubratr, fra Damián Berka, OSB, který o tom zanechal písemné svědectví.
Kdo rozumí obřadům katolické liturgie, nebude ani od celého světa očekávat, že by mu kdo mohl ukázati něco vznešenějšího, půvabnějšího, pravdivějšího a při tom spásnějšího.
Marian Schaller, Liturgie, Praha 1933, s. 32
Zatím poslední vydání jeho misálu vyšlo v roce 1952 (další jako reprint až v roce 2015.). Tento misál je stále hojně užíván příznivci tridentské liturgie (kterou je v římskokatolické církvi opět možno od roku 2007 bez omezení sloužit na základě Motu proprio Summorum pontificum papeže Benedikta XVI.).